# Saint-Georges-Lagricol
 Saint-Georges-Lagricol  es una población y comuna francesa, situada en la región de Auvernia, departamento de Alto Loira, en el distrito de Le Puy-en-Velay y cantón de Craponne-sur-Arzon.

## Demografía
| 536 | 446 | 447 | 411 | 400 | 411 |
| Para los censos de 1962 a 1999 la población legal corresponde a la población sin duplicidades (Fuente: INSEE [Consultar]) |     |     |     |     |     |